# Piłka nożna w Anglii (1945/1946)
Sezon 1945/1946 był 66. w historii angielskiej piłki nożnej.

## Zwycięzcy poszczególnych rozgrywek klubowych w Anglii
| Rozgrywki             | Zwycięzca        |
| --------------------- | ---------------- |
| FA Cup                | Derby County     |
| Football League North | Sheffield United |
| Football League South | Birmingham City  |